# Пьотърков Трибуналски
Пьотърков Трибуналски или Пьо̀търкув Трибуна̀лски (на полски: Piotrków Trybunalski; на немски: Petrikau; на руски: Пётркув-Трибунальски) е град в Централна Полша, Лодзко войводство. Административен център е на Пьотърковски окръг, без да е част от него. Самият град е обособен в отделен градски окръг с площ 67,24 км2.

## География
Градът е разположен в западната част на Пьотърковската равнина, югоизточно от областната столица Лодз.

## Население
Населението на града възлиза на 76 505 души (2012 г.). Гъстотата е 1138 души/км2.
Демография:
- 1921 – 40 992 души
- 1938 – 51 000 души
- 2004 – 81 187 души
- 2008 – 78 073 души

## Фотогалерия
- Бернардинската църква
- Йезуитска църква
- Замък
- Улица в стария град